# Douglas Wakiihuri
Douglas Wakiihuri (* 26. září 1963 Mombasa) je bývalý keňský atlet, běžec, mistr světa v maratonu z roku 1987.
Jeho největší úspěchy spadají do let 1987 a 1988. Na světovém šampionátu v Římě v roce 1987 zvítězil v maratonu, o rok později na olympiádě v Soulu doběhl do cíle maratonské trati druhý za vítězným Italem Bordinem. V roce 1990 zvítězil v londýnském maratonu ve svém nejlepším čase 2:09:03, v roce 1990 se stal vítězem maratonu v New Yorku.